# 粟增熉
粟增熉，字照黃，一字果齋，號冬蓀，廣西臨桂人。清朝翰林。

## 生平
道光二十三年（1843年）癸卯科舉人，二十七年（1847年）丁未科二甲進士。選庶吉士，散館授翰林院編修。